# Mykhailivka (huyện)
Huyện Mykhailivka (tiếng Ukraina: Михайлівський район, chuyển tự: Mykhailivkas'kyi raion) là một huyện của tỉnh Zaporizhia thuộc Ukraina. Huyện Mykhailivka có diện tích 1067 km², dân số theo điều tra dân số ngày 5 tháng 12 năm 2001 là 33046 người với mật độ 31 người/km2. Trung tâm huyện nằm ở Mykhailivka.